# Херес-де-ла-Фронтера (вино)

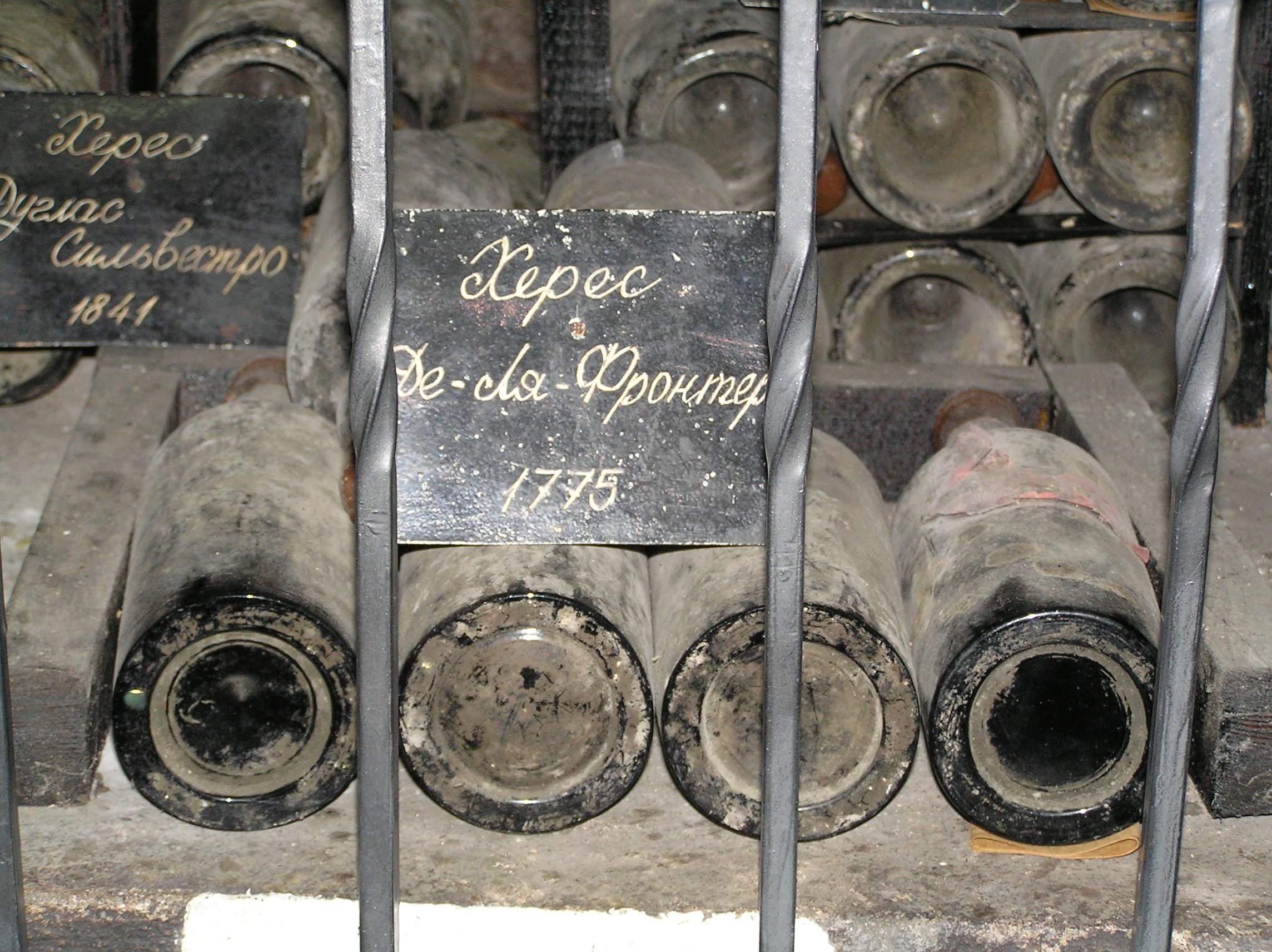
Одна пляшка Хересу де-ла Фронтера була продана на аукціоні Sotheby's у 2001 за $43500

Херес-де-ла-Фронтера (Херес де-ла Фронтера, Херес де ля Фронтера) врожаю 1775 — іспанське міцне вино, найстаріше європейське вино в колекції НВАО «Масандра». Вино досі живе, і у колекції підприємства його залишилося 5 пляшок, три були продані на аукціоні Sotheby's.[джерело?]
У 1964 році, за деякими джерелами — з дозволу та за присутності Микити Хрущова, — для дегустації цього напою була відкоркована одна його пляшка. У той час виявилось, що вино живе і має чудовий смак.
Наступну дегустацію було проведено перед продажем пляшки вина на аукціоні Sotheby's у 1990 році. Тоді вона була куплена за 50000 доларів США анонімним колекціонером, який однак виявив бажання відвідати «Масандру».
У 2001 наступна пляшка цього хересу була продана на аукціоні Sotheby's за 43500 доларів США. Дозвіл на вивезення пляшки цього вина за межі України у 2001 дав Президент Леонід Кучма.
На сьогодні це вино тримає рекорд найдорожчої пляшки міцного вина.
Походження вина і його назва пов'язані з іспанським містом Херес-де-ла-Фронтера, розташованим в південній частині Андалусії, де воно вперше було виготовлене в 12 столітті.

## Виноски
1. ↑  Крымская права № 207 (23826), 2005 — Вопрос по существу: Массандровская коллекция?. Архів оригіналу за 14 серпня 2016. Процитовано 5 лютого 2008. [Архівовано 2016-08-14 у Wayback Machine.]
2. 1 2 3  Forbes.com — World's Most Expensive Wines, 18.XI.2003 (окрема сторінка слайд-шоу) (англ.)
3. ↑  Крымская правда № 112 (236731), 2005 — И жизнь энергии полна, «как неуемное вино»[недоступне посилання з липня 2019]
4. ↑  Крымская правда № 204 (22857), 2001 — Драгоценным винам настанет свой черед[недоступне посилання з липня 2019]
5. ↑  Инвестгазета № 4 (628), 2008 — Невостребованное достояние. Коллекция вин Массандры